# Pakila

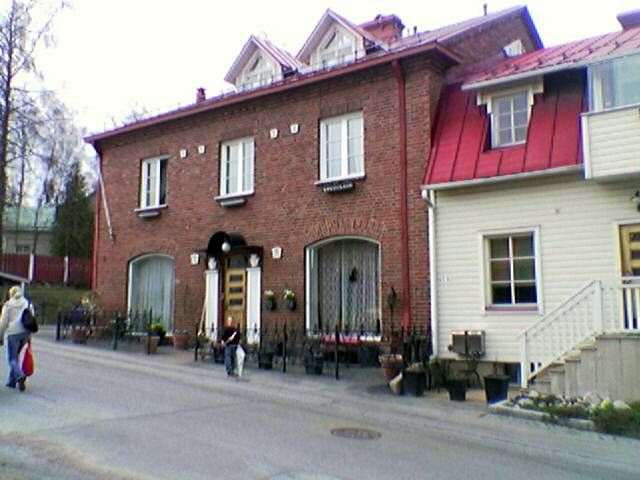
Ancienne boutique Elanto

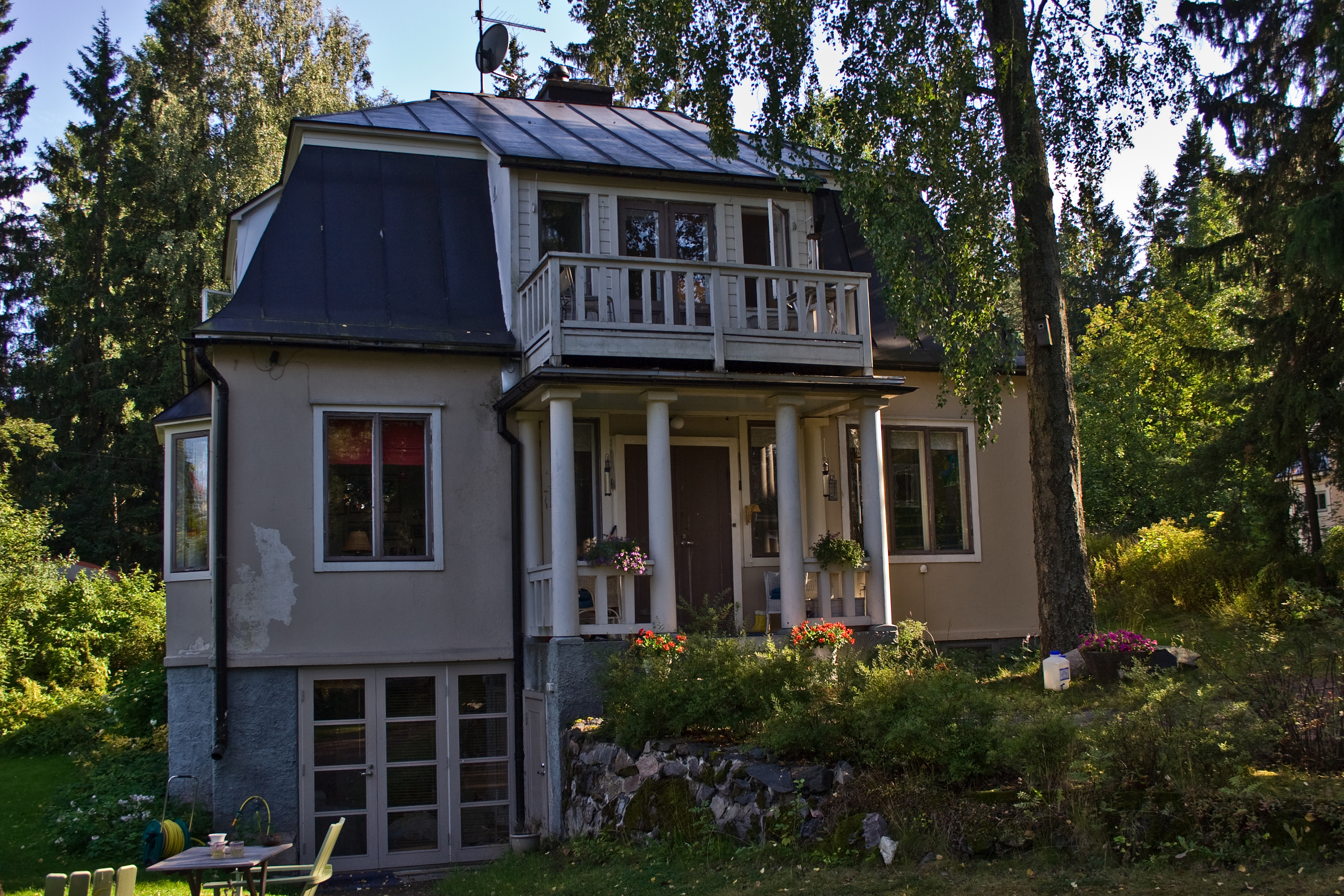
41, rue Papinmäentie

Pakila (suédois : Baggböle) est un quartier d'Helsinki, la capitale finlandaise. Il appartient au superdistrict Nord.

## Description
Le quartier de Pakila (en finnois : Koskelan kaupunginosa) a 10108 habitants (au 1.1.2008) et offre 2808 emplois(fin 2005). 
Koskela a une superficie de 5,69 km2.